# Genoa Cricket and Football Club 1947-1948
Questa voce raccoglie le informazioni riguardanti il Genoa Cricket and Football Club nelle competizioni ufficiali della stagione 1947-1948.

## Stagione
Nella Stagione 1947-48 il Genoa ha disputato il campionato di Serie A, con 37 punti è arrivato al dodicesimo posto appaiata all'Inter.

## Divise
| Prima divisa |

## Organigramma societario
Area direttiva
- Presidente: Massimo Poggi

Area tecnica
- Allenatore: William Garbutt

## Rosa
| N. |                   | Ruolo | Calciatore           |
| -- | ----------------- | ----- | -------------------- |
|    | Italia (bandiera) | P     | Franco Cardani       |
|    | Italia (bandiera) | P     | Giuseppe Castellini  |
|    | Italia (bandiera) | P     | Ivanoe Sacchetti     |
|    | Italia (bandiera) | D     | Fosco Becattini      |
|    | Italia (bandiera) | D     | Bruno Cappellini     |
|    | Italia (bandiera) | D     | Amedeo Cattani       |
|    | Italia (bandiera) | D     | Gian Battista Odone  |
|    | Italia (bandiera) | D     | Vittorio Sardelli    |
|    | Italia (bandiera) | D     | Adone Stellin        |
|    | Italia (bandiera) | C     | Alfredo Bargagliotti |
|    | Italia (bandiera) | C     | Vittorio Bergamo     |

| N. |                      | Ruolo | Calciatore           |
| -- | -------------------- | ----- | -------------------- |
|    | Italia (bandiera)    | C     | Davide Curti         |
|    | Italia (bandiera)    | C     | Silvio Formentin     |
|    | Italia (bandiera)    | C     | Vittorio Ghiandi     |
|    | Italia (bandiera)    | C     | Alido Grisanti       |
|    | Paraguay (bandiera)  | C     | Miguel Ortega        |
|    | Italia (bandiera)    | C     | Enzo Rosignoli       |
|    | Argentina (bandiera) | C     | Juan Carlos Verdeal  |
|    | Italia (bandiera)    | A     | Renato Brighenti (I) |
|    | Italia (bandiera)    | A     | Riccardo Dalla Torre |
|    | Ungheria (bandiera)  | A     | János Füzér          |
|    | Italia (bandiera)    | A     | Silvano Trevisani    |

## Risultati

### Serie A

#### Girone d'andata
| Arbitro: | Gamba (Napoli) |

|  |           |                                     |
|  | Marcatori | 5’ Dalla Torre 13’, 72’ Brighenti I |

| Arbitro: | Camiolo (Milano) |

|                                  |           |                            |
| Bergamo 50’ Dalla Torre 56’, 59’ | Marcatori | 16’ Santamaria 89’ Pastore |

| Arbitro: | Galeati (Bologna) |

|                               |           |                                    |
| Trevisani 27’ Dalla Torre 77’ | Marcatori | 45’, 89’ Boniperti 82’ (rig.) Rava |

| Arbitro: | Tassini (Verona) |

|                      |           |  |
| Carapellese 37’, 76’ | Marcatori |  |

| Arbitro: | Guarda (Venezia) |

|                                                |           |  |
| Bergamo 43’ Della Frera 47’ (aut.) Verdeal 53’ | Marcatori |  |

| Arbitro: | Camiolo (Milano) |

|                                      |           |                               |
| Menegotti 8’ Pernigo 58’ (rig.), 65’ | Marcatori | 17’ Formentin 52’ Dalla Torre |

| Arbitro: | Zilli (Reggio Emilia) |

|                                    |           |           |
| Brighenti I 11’, 18’ Formentin 83’ | Marcatori | 65’ Penzo |

| Arbitro: | Agnolin (Bassano del Grappa) |

|                           |           |                      |
| Verdeal 59’ Trevisani 85’ | Marcatori | 9’ (aut.) Cappellini |

| Arbitro: | Gamba (Napoli) |

|                       |           |  |
| Cappellini 17’ (aut.) | Marcatori |  |

| Arbitro: | Silvano (Torino) |

|                                   |           |                        |
| Cavigioli 59’ Turconi II 63’, 82’ | Marcatori | 73’ Ortega 88’ Verdeal |

| Arbitro: | Zilli (Reggio Emilia) |

|                                                            |           |  |
| Formentin 5’ Dalla Torre 47’ Brighenti I 61’ Trevisani 87’ | Marcatori |  |

| Genova 21 dicembre 1947 13ª giornata | Genoa              | 0 – 0 | Livorno | Stadio Luigi Ferraris\| Arbitro: \| Marchetti (Milano) \| |
| Arbitro:                             | Marchetti (Milano) |       |         |                                                           |

| Arbitro: | Pizzato (Venezia) |

|  |           |                 |
|  | Marcatori | 85’ Dalla Torre |

| Arbitro: | Bernardi (Bologna) |

|                                          |           |                 |
| Rossi 17’ Margiotta 20’, 90’ Onorato 56’ | Marcatori | 75’ Brighenti I |

| Arbitro: | Silvano (Torino) |

|                            |           |                                   |
| Cattani 5’ Dalla Torre 13’ | Marcatori | 20’, 28’, 42’ Pesaola 65’ Ferrari |

| Arbitro: | Gamba (Napoli) |

|                        |           |              |
| Dalla Torre 58’ (rig.) | Marcatori | 65’ Miglioli |

| Arbitro: | Maurelli (Roma) |

|                         |           |                 |
| Gabetto 36’ Mazzola 38’ | Marcatori | 29’ Brighenti I |

| Arbitro: | Bernardi (Bologna) |

|            |           |  |
| Blason 49’ | Marcatori |  |

| Arbitro: | Dattilo (Roma) |

|                 |           |                      |
| Dalla Torre 50’ | Marcatori | 6’ Suppi 61’ Badiali |

| Arbitro: | Gamba (Napoli) |

|                                                 |           |                          |
| Gritti 29’ Sarosi III 34’ Baiocchi 37’ Mike 69’ | Marcatori | 73’ Verdeal 76’ Sardelli |

#### Girone di ritorno
| Arbitro: | Cicardi (Lecco) |

|               |           |           |
| Formentin 41’ | Marcatori | 82’ Conti |

| Arbitro: | Bertolio (Torino) |

|                                      |           |  |
| Andreolo 21’ La Paz 28’ Capolino 64’ | Marcatori |  |

| Arbitro: | Gemini (Roma) |

|                                        |           |             |
| Sentimenti III 61’ Sardelli 73’ (aut.) | Marcatori | 83’ Verdeal |

| Arbitro: | Pera (Firenze) |

|                                    |           |            |
| Rosignoli 54’, 59’ Dalla Torre 75’ | Marcatori | 51’ Raccis |

| Alessandria 14 marzo 1948 26ª giornata | Alessandria     | 0 – 0 | Genoa | Stadio Giuseppe Moccagatta\| Arbitro: \| Bellè (Venezia) \| |
| Arbitro:                               | Bellè (Venezia) |       |       |                                                             |

| Arbitro: | Bonivento (Venezia) |

|                               |           |  |
| Verdeal 2’ Cattani 30’ (rig.) | Marcatori |  |

| Arbitro: | Bellè (Venezia) |

|                                          |           |  |
| Cecconi 16’ Puccinelli 81’ Remondini 87’ | Marcatori |  |

| Arbitro: | Gemini (Roma) |

|             |           |                 |
| Baldini 46’ | Marcatori | 20’ Dalla Torre |

| Arbitro: | Savio (Torino) |

|                               |           |             |
| Brighenti I 23’ Trevisani 24’ | Marcatori | 63’ Neri II |

| Arbitro: | Bernardi (Bologna) |

|                                         |           |                |
| Formentin 24’, 59’ Brighenti I 27’, 70’ | Marcatori | 72’ Bertolucci |

| Arbitro: | Pera (Firenze) |

|  |           |                                      |
|  | Marcatori | 46’, 87’ Dalla Torre 76’ Brighenti I |

| Arbitro: | Zelocchi (Modena) |

|           |           |                 |
| Piana 71’ | Marcatori | 69’ Dalla Torre |

| Arbitro: | Agnolin (Bassano del Grappa) |

|                                 |           |                                |
| Brighenti I 22’ Dalla Torre 67’ | Marcatori | 88’ Tontodonati 90’ Maestrelli |

| Arbitro: | Silvano (Torino) |

|                                    |           |              |
| Brighenti I 31’, 53’ Formentin 73’ | Marcatori | 54’ Dagianti |

| Arbitro: | Savio (Torino) |

|                            |           |  |
| Amadei 3’, 58’ Pesaola 78’ | Marcatori |  |

| Arbitro: | Dattilo (Roma) |

|                        |           |               |
| Randon 3’ Fabbri V 13’ | Marcatori | 77’ Trevisani |

| Arbitro: | Bellè (Venezia) |

|             |           |                             |
| Bergamo 46’ | Marcatori | 44’ Castigliano 54’ Gabetto |

| Arbitro: | Bertolio (Torino) |

|                          |           |              |
| Grisanti 54’ Verdeal 56’ | Marcatori | 46’ Trevisan |

| Arbitro: | Zelocchi (Modena) |

|                                    |           |  |
| Galassi 1’, 5’, 61’ Valcareggi 66’ | Marcatori |  |

| Arbitro: | Gamba (Napoli) |

|                                                                           |           |                           |
| Grisanti 17’ Brighenti I 25’, 87’ Dalla Torre 41’, 56’, 82’ Formentin 42’ | Marcatori | 30’ Matteucci 58’ Biavati |

## Statistiche

### Statistiche di squadra
| Competizione | Punti | In casa | In casa | In casa | In casa | In casa | In casa | In trasferta | In trasferta | In trasferta | In trasferta | In trasferta | In trasferta | Totale | Totale | Totale | Totale | Totale | Totale | DR |
| Competizione | Punti | G       | V       | N       | P       | Gf      | Gs      | G            | V            | N            | P            | Gf           | Gs           | G      | V      | N      | P      | Gf     | Gs     | DR |
| ------------ | ----- | ------- | ------- | ------- | ------- | ------- | ------- | ------------ | ------------ | ------------ | ------------ | ------------ | ------------ | ------ | ------ | ------ | ------ | ------ | ------ | -- |
| Serie A      | 37    | 20      | 12      | 4       | 4       | 48      | 26      | 20           | 3            | 3            | 14           | 20           | 39           | 40     | 15     | 7      | 18     | 68     | 65     | +3 |
| Totale       | -     | 20      | 12      | 4       | 4       | 48      | 26      | 20           | 3            | 3            | 14           | 20           | 39           | 40     | 15     | 7      | 18     | 68     | 65     | +3 |

### Statistiche dei giocatori[4]
| Giocatore        | Serie A  | Serie A |
| Giocatore        | Presenze | Reti    |
| ---------------- | -------- | ------- |
| A. Bargagliotti  | 1        | 0       |
| F. Becattini     | 30       | 0       |
| V. Bergamo       | 36       | 3       |
| R. Brighenti (I) | 32       | 16      |
| B. Cappellini    | 17       | 0       |
| F. Cardani       | 31       | -49     |
| G. Castellini    | 3        | -6      |
| A. Cattani       | 39       | 2       |
| D. Curti         | 5        | 0       |
| R. Dalla Torre   | 37       | 18      |
| S. Formentin     | 40       | 8       |
| J. Füzér         | 7        | 0       |
| V. Ghiandi       | 2        | 0       |
| A. Grisanti      | 19       | 2       |
| G.B. Odone       | 2        | 0       |
| M. Ortega        | 4        | 1       |
| E. Rosignoli     | 12       | 2       |
| I. Sacchetti     | 6        | -10     |
| V. Sardelli      | 30       | 1       |
| A. Stellin       | 20       | 0       |
| S. Trevisani     | 35       | 4       |
| J.C. Verdeal     | 32       | 7       |